# CHIHARU (モデル)
CHIHARU（ちはる、1992年5月15日 - ）はファッションモデル。
東京都出身。サトルジャパン所属。

## 人物
17歳の時、現在所属する事務所にスカウトされ、弱冠19歳でパリコレクションデビューを果たした。以降、SAINT LAURENTやVALENTINO、CHLOÉ、ステラ・マッカートニーなど、数々のメゾンブランドのショーに登場してキャリアを積んできた。

## 略歴
2009年
- 17歳の時にスカウトにてサトルジャパンに所属・デビュー[要出典]。

2012年
- 日本テレビの番組、『未来シアター』に出演[2]。
- HERMESなどのブランドにてパリ・コレクションデビュー[3]
- BALENCIAGAのエクスクルーシブモデルに選ばれる[要出典]。

2013年
- 2013A/Wのコレクションでは53メゾンのショーに出演し、2013年2月にModels.comが発表した「TOP 10 Newcomers」の10人の中の1人に選ばれる[4]。
- Chanelのワールドキャンペーンに出演[要出典]。
- Stella McCartneyのワールドキャンペーンに出演[要出典]。

## 出演

### 雑誌
- VOGUE[1][5]
- WWD JAPAN[要出典]
- SPUR[要出典]
- GINZA[要出典]
- 装苑[要出典]

### ニューヨーク・ロンドン・ミラノ・パリ
- Chanel[要出典]
- HERMES[要出典]
- Louis Vuitton[要出典]
- miu miu[要出典]
- Christian Dior[要出典]
- PRADA[要出典]
- FENDI[要出典]
- DOLCE & GABBANA[要出典]
- Max Mara[要出典]
- Salvatore Ferragamo[要出典]
- BALENCIAGA[要出典]
- JIL SANDER[要出典]
- KENZO[要出典]
- Marc Jacobs[要出典]
- EMILIO PUCCI[要出典]
- ADEAM[5]
- 他、多数

### 広告
- LUMINE(2012)[要出典]

### TV
- 日本テレビ『未来シアター』[要出典]